# Johann Lair
Johann Lair (* 1476 in Sieglar; † 1554 in Siegburg), auch genannt John (Johannes) Siberch, Johannes von Lair zu Sigbergh, Johann Lair von Siegburg, Ioannes Siburgus, Jan Siborch, war der Gründer der ersten Universitätsdruckerei in Cambridge, England und bekannt mit Erasmus von Rotterdam.

## Leben und Werk
Johannes von Lair wurde 1476 als Sohn der Eheleute Peter und Lena von Lair (Laer = Sieglar) in Sieglar geboren. Als er elf Jahre alt war, zog er mit seinen Eltern nach Siegburg um. Mit 16 Jahren immatrikulierte er sich am 5. Dezember 1492 als Johann de Syberch an der Artistenfakultät in der Bursa Montana der Mittelalterlichen Universität zu Köln).
Wahrscheinlich erhielt er im Verlauf der folgenden Jahre die niederen Weihen und machte dann in Köln eine Lehre als Buchdrucker und Buchbinder. Vermutlich vor 1520 heiratete er eine Tochter des Kölner Buchhändlers Gerhard Amersfoort und wurde tätig als reisender Buchhändler für seinen Schwager Franz Birckmann, Buchdrucker an der Hohe Straße in Köln.
Von 1520 bis 1523 lebte Johann Lair in Cambridge als Buchhändler, Buchdrucker und Buchbinder. Er wurde dort nach seinem Herkunftsort John Siberch (Siburgus) genannt. Zu seinen ersten herausgegebenen Werken gehört Oratio habita Cantabrigiae ad D. Thomam Cardinalem, die Rede, die Henry Bullock anlässlich der Visite des Kardinals Thomas Wolsey 1520 in Cambridge hielt. In dieser Schrift findet sich erstmals im Buchdruck ein Impressum: Impressa per me Ioannem Siberch.
Insgesamt sind etwas mehr als 10 Produkte der Druckerei von John Siberch überliefert, unter anderem:
- Henry Bullock: Oratio habita Cantabrigiae ad D. Thomam Cardinalem. Februar 1521.[2]
- Anonymus: Cuiusdam fidelis Christiani epistola ad Christianos omnes. 1521.
- Lukian: Lepidissimum Luciani opusculu[m] peri dypsádōn / Henrico Bulloco interprete; oratio eiusdem, cum annotatio[n]i bus marginalibus.[3]
- Balduin von Exeter: De altaris sacramento. 1521.
- Erasmus von Rotterdam: Libellus conscribendis epistolis. 1521.
- Galen: De temperamentis, et De inaequali intemperie libri tres Thoma Linacro anglo interprete. 1521.[4]
- John Fisher (Ioannes Roffensis): Contio quam anglice habuit reverendus pater Joannes Roffensis Episcopus in celeberrimo nobilium conventu Londini, eo die, quo Martini Lutheri scripta publico apparatu in ignem conjecta sunt. 1522.

1523 schloss Siberch seine Offizin nach dem Tod seiner Frau und verzog nach Antwerpen, 1526 wahrscheinlich nach Köln. Vor 1538 empfing er die Priesterweihe und lebte ab 1544 unter dem Namen Johannes von Lair bzw. Johannes Venter bis zu seinem Tod im Jahr 1554 als Frühmesser an St. Servatius in Siegburg.